# Lavington (ort i Australien)
Lavington är en ort i Australien. Den ligger i kommunen Albury Municipality och delstaten New South Wales, i den sydöstra delen av landet, omkring 460 kilometer sydväst om delstatshuvudstaden Sydney. Antalet invånare är 12 032.
Närmaste större samhälle är Albury, nära Lavington. 
Runt Lavington är det i huvudsak tätbebyggt. Runt Lavington är det tätbefolkat, med 442 invånare per kvadratkilometer. Genomsnittlig årsnederbörd är 1 200 millimeter. Den regnigaste månaden är juli, med i genomsnitt 153 mm nederbörd, och den torraste är november, med 53 mm nederbörd.